# Jeffery Amherst (1. baron Amherst)
Jeffery Amherst (ur. 29 stycznia 1717 w Sevenoaks, Anglia, zm. 3 sierpnia 1797 tamże) – oficer armii brytyjskiej, który wsławił się udziałem w wielu wojnach swojej doby.

## Życiorys
Urodzony w Sevenoaks w Anglii, jako syn Jeffery'a Amhersta, adwokata oraz Elizabeth Kerrill. Rodzina miała bliskie powiązania z księciem Dorset, u którego Jeffery służył jako paź w wieku 12 lat, i którego wpływy zapewniły mu w 1731 r. posadę chorążego w pierwszym pułku gwardii pieszej (wstąpił do wojska w wieku 14 lat). Swoją aktywną służbę rozpoczął w 1735 r. w pułku kawalerii Sir Johna Ligoniera, być może najzdolniejszego ówcześnie generała armii brytyjskiej. Służąc jako adiutant Ligoniera w wojnie o sukcesję austriacką, Amherst brał udział w bitwach pod Dettingen (1743) i Fontenoy (1745), kiedy to został podpułkownikiem. Wkrótce potem został mianowany adiutantem księcia Cumberland, głównodowodzącego sił sojuszniczych w Europie.
Sławę zdobył w czasie wojny siedmioletniej szczególnie w jej amerykańskim epizodzie zwanym wojną z Francuzami i Indianami. Amherst był dowódcą brytyjskich sił przy oblężeniu Louisburga w 1758 r. Brał także udział w wojnie w Kanadzie w 1759 r., która doprowadziła do upadku Nowej Francji. Chociaż nigdy nie był oficjalnie mianowany gubernatorem, uważa się go za pierwszego administratora brytyjskiej Kanady.
Z jego nazwiskiem wiązane jest także pierwsze w historii zastosowanie broni biologicznej. W walce z Indianami w czasie powstania Pontiaca celowo powodował epidemię ospy, która zdziesiątkowała nieodporną na nią Indian.
W 1763 r. Amherst został mianowany gubernatorem Wirginii, a 1778 r. głównodowodzącym armii kolonialnej.

## Upamiętnienie
Imię jego nosi miasto Amherst w stanie Massachusetts.